# Twinsbet Арена
Twinsbet Арена — другий за величиною критий спортивний майданчик (арена) Литви. Арена розташована в старостві Шешкіне Вільнюса, переважно використовується для проведення баскетбольних змагань та концертів.

## Значущі заходи

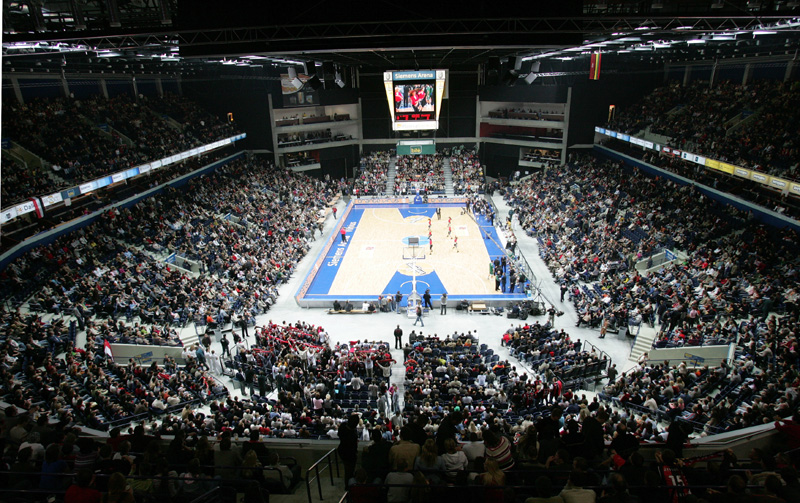
Баскетбольний матч

2005 року на Siemens Arena пройшов фінал чотирьох першого розіграшу Балтійської баскетбольної ліги. Через п'ять років на арені знову пройшов фінал чотирьох ББЛ.
12 жовтня 2009 Siemens Arena прийняла матч КХЛ СКА Санкт-Петербург — «Ак Барс». Це рішення було пов'язане з завантаженістю Льодового палацу.
На Siemens Arena проводили свої виступи такі відомі виконавці та групи, як Філ Коллінз, Патрісія Каас, Deep Purple, Depeche Mode, Linkin Park, R.E.M., Metallica та інші.
З 7 по 12 вересня 2011 на арені пройшли ігри чвертьфінальних груп E і F чемпіонату Європи з баскетболу.
9 квітня 2024 року змінила спортивна споруда назву на Twinsbet Арена.

## Перспектива у КХЛ
Хокейний клуб «Вітру» планував використовувати арену як домашню, для проведення матчів Континентальної хокейної ліги.

## Місткість
- баскетбольна гра: 11000
- концерт: 12500
- хокейний матч: 8750